# 清新体
清新体（派）（せいしんたい（は）、Dolce Stil Novo, ドルチェ・スティル・ノーヴォ）とは、13世紀イタリアの重要な文学運動のこと。

## 概略
シチリアやトスカーナの詩に影響を受け、「愛（Amore）」をメインテーマとした。「精神の気高さ（Gentilezza）」と「愛」は確かにこの時代の主要作品のトポスであった。
最初に「清新体」という言葉を使ったのはダンテ・アリギエーリである。ダンテは煉獄に着いた時、13世紀のイタリアの詩人ボナジュンタ・オルビッチャーニと出会う。オルビッチャーニはダンテに、ダンテとグイード・グイニツェッリ、グイード・カヴァルカンティが「新体（stil novo）」という新しいジャンルを創ったと語る。
「清新体」の先駆けはジェノヴァ人ランフランク（ランフランコ）・チガーラといったトルバドゥールたちのプロヴァンス語の作品の中に見つかる。「新体」派の芸術家たちは「スティルノヴィスティ stilnovisti」と呼ばれた。
先駆けとなったものと較べて、清新体に含まれる詩は質において優れ、より知的で、メタファーと象徴の規律的な使用ならびに巧緻なダブル・ミーニングを伴うより洗練された詩である。清新体派詩人たちはとりわけ美しい女性の崇拝を表現し、深く内観を探求した。実際、多くの文学批評家たちは、イタリア文学作品に最初に内観を取り入れたのは清新体派詩人で、その後、ペトラルカが発展させたと主張している。
清新体派の詩は美しい女性の生き生きした描写に満ちていて、しばしば求める女性たちを天国の創造物と比較する。女性たちは「天使」あるいは「神の橋渡し」と叙述される。自然の物質であるよりむしろ、清新体の「愛」はある種の「神の愛」である。
内観と愛という2つの主要コンセプトはこのように結び合わされ、詩人は神なる美女によって引き起こされた内面の感情を表現すべく、自らの内なる世界に入っていった。
グイード・グイニツェッリがその詩『Al cor gentil rempaira sempre amore』の中で、最初にこの形式を使ったと言われているが、清新体派の最大の主唱者はやはり『神曲』を書いたダンテだろう。
清新体詩の重要性は、イタリアに最初に現れた真の文学的伝統の現れであったことの他にも、トスカーナの土地言葉の地位を高めたことがある。それはまもなくイタリアの国語になった。